# Восток (волейбольный клуб)
«Восто́к» — российский волейбольный клуб из Кызыла. С 2005 по 2009 годы принимал участие в розыгрыше Высшей лиги Б чемпионата России по волейболу. Является единственным в истории Тывы профессиональным клубом по игровому виду спорта.

## История создания
В 2004 году федерация волейбола Тувы приняла решение заявить собственную команду в чемпионат России. Решение было принято после традиционного турнира на кубок премьер-министра республики. Лучшие волейболисты соревнований вошли в состав новой команды, а главным тренером был утвержден красноярский специалист Александр Ситников. Костяк команды составили воспитанники Ситникова, с которыми он работал в Красноярском государственном педагогическом университете, также в неё вошли игроки из команд Кызыла и ряда районов Тувы.

Сам Александр Ситников так вспоминал историю создания команды:
— Однажды президент федерации пригласил меня как почётного гостя на турнир «Центр Азии» — очень престижный турнир, там за победу лошадей дарили! Приехал я туда со своими воспитанниками-тувинцами, которые меня называли «тувинский папа». Помог там с судейством, с организацией. А через год мне звонят и говорят: «Александр Яковлевич, а привозите свою команду?». Я привёз молодых мальчишек, занял с ними шестое место, а в 2004 году мы порвали там всех по 3:0! Хотя в соперниках были команды со всей Сибири и даже из Монголии. Местные поразились: «Как так, такие же пацаны, а так играют?!». Вернулись мы домой, а через неделю звонок: «Не хотите со своей командой за Тыву поиграть?». Я согласился и уехал туда работать.
Новообразованный коллектив получил название «Восток» — так называлась одна из команд, принимавших участие в Кубке премьер-министра. В сентябре 2004 года в Туве прошли дополнительные турниры для отбора волейболистов в главную команду республики.

## Профессиональный этап
Дебют «Востока» в чемпионате России пришёлся на 2005 год, когда команда заявилась в зону «Восточная Сибирь» Высшей лиги Б. В заявку вошли 19 человек, включая трёх тренеров и врача-массажиста. Предсезонные сборы команда проводила в Дивногорске.
Впервые на своей площадке «восточники» сыграли в октябре 2005 года — для подготовки к приёму соперников федерация волейбола Тувы даже создала специальный оргкомитет. Матчи посетил глава правительства Тувы Шериг-оол Ооржак. В первых домашних матчах кызыльчане дважды обыграли дубль барнаульского «Университета».
В первом же сезоне «Восток» выиграл свою зону, заняв 35-е место из 85 команд России.
Кызыльчане были лидерами зоны «Восточная Сибирь» на протяжении трёх сезонов. В 2006 году Александр Ситников признался, что надеется на выход «Востока» в Высшую лигу А в течение ближайших трёх лет. При этом специалист неоднократно подчёркивал, что для развития команды необходимо создание собственной волейбольной школы.

В 2007 году о выходе в Высшую лигу А говорил и президент федерации волейбола Тувы Василий Оюн:
— К началу следующих игр осенью будущего года в основной состав команды, возможно, будут включены 3-4 местных игрока. Мы работаем и над формированием местной команды, которая будет способна занять хотя бы место «Востока» как сильнейшей команды в категории «Б». Ну а перед «Востоком», как вы понимаете, ставятся уже другие задачи. Сегодня он достойно защищает цвета нашего республиканского флага на спортивной арене Сибирской зоны и уже рассматривается как серьезный претендент на выход в категорию «А».
Домашние матчи «Восток» проводил в спорткомплексе «Херел». При этом был запасной вариант с арендой зала в Минусинске. Предполагалось, что в 2009 году тувинские волейболисты переедут в новый дворец спорта «Субедей».
Существовали планы по созданию в Туве профессиональной женской команды.

## Ликвидация
Последним для «Востока» стал сезон 2008/2009 годов, в котором подопечные Ситникова не выполнили свою задачу по попаданию в тройку лучших команд Восточной Сибири, выиграв всего три матча. «Востоку» предстояло сыграть турнир за 11-13 места, однако кызыльчане отказались от участия. На сезон 2009/2010 годов коллектив из Кызыла не стал подавать заявку.

Позже Ситников так вспоминал закрытие команды:
— К сожалению, у наших спонсоров возникли проблемы с финансированием, и они покинули республику. Команде требовалось не так много денег, на все расходы уходило примерно 3 млн рублей, но получилось так, что мы остались без поддержки. К тому же вокруг команды закрутились политические интриги. В итоге я просто снял команду с чемпионата и уехал домой. Хотя на тот момент мы играли в финальном турнире среди команд лиги Б и шли на втором месте после первого тура. По сути, мы одной ногой были в Высшей лиге А. До сих пор уверен: сохранив команду, можно было бы добиться более высоких достижений.

## Достижения
Зона «Восточная Сибирь» Высшей лиги Б чемпионата России по волейболу
- Победитель: 2006, 2008 (2)[14][15]
- Серебряный призёр: 2007 (1)[16]